# Benešov (Černovice)
Benešov (německy Beneschau) je malá vesnice, část města Černovice v okrese Pelhřimov. Nachází se asi 5 km na jihovýchod od Černovic. Prochází zde silnice II/409. Benešov je také název katastrálního území o rozloze 5,52 km2.

## Název
Název se vyvíjel od varianty Benessowv (1379), Benešov (1462, 1519), Benessow (1654). Místní jméno znamenalo Benešův (hrad či dvůr).

## Historie
První písemná zmínka o vesnici pochází z roku 1379.
V letech 1850–1979 byla samostatnou obcí a od 1. ledna 1980 se vesnice stala součástí města Černovice.

## Další fotografie

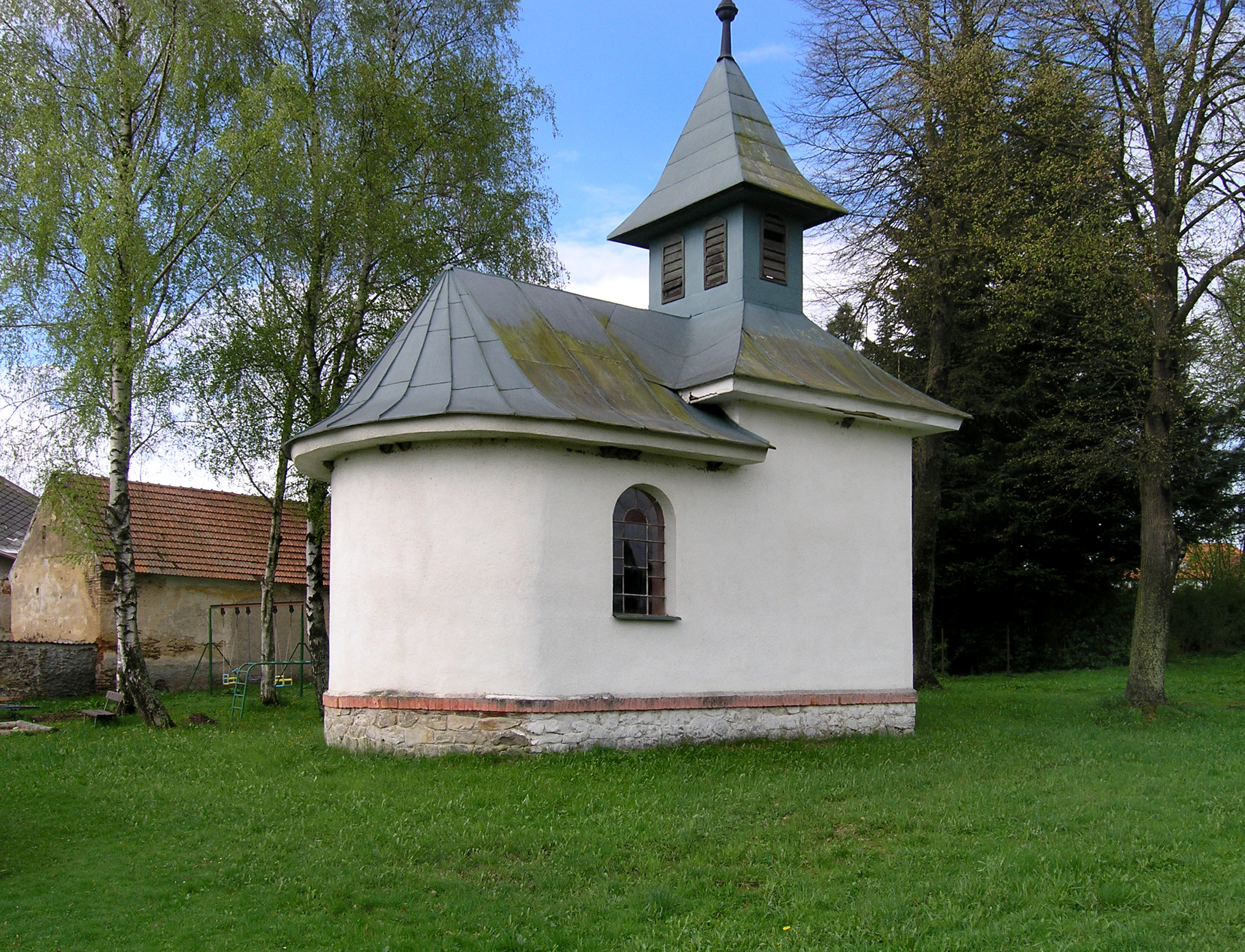
Kaplička
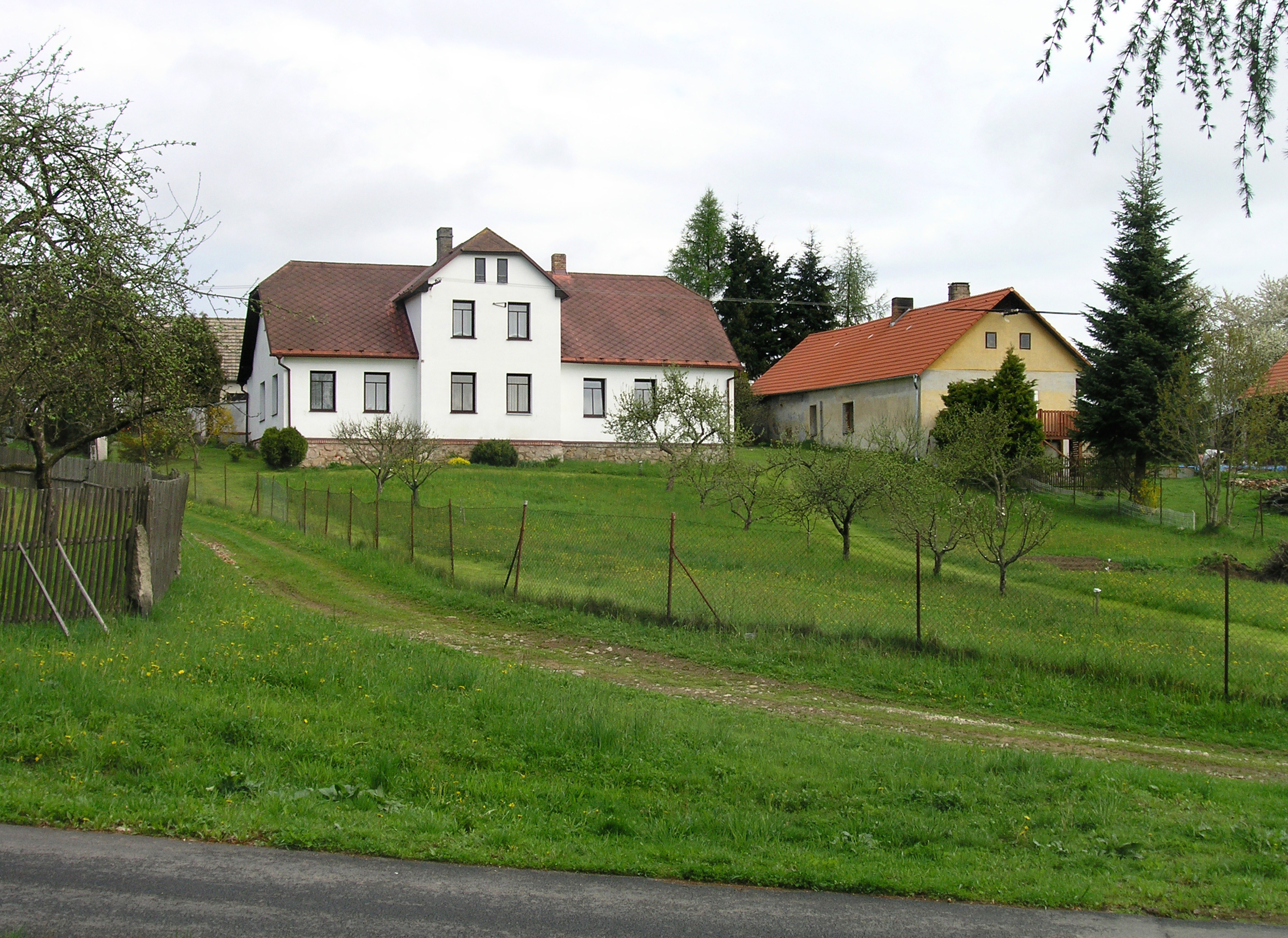
Domky nad strání